# 380 (số)
380 (ba trăm tám mươi) là một số tự nhiên ngay sau 379 và ngay trước 381.